# 北緯87度線
北緯87度線（ほくい87どせん）は、地球の赤道面より北に87度の角度を成す緯線。北極内部にあり、全域が北極海を通過する。
この緯度の下では、3月27日頃から9月17日頃までの5ヶ月半余りは白夜になり、10月3日頃から3月10日頃までの5ヶ月余りの間は極夜になる。1906年に米国の探検家ロバート・ピアリーはこの緯線を越え北緯87度6分まで達した。

## 通過する地域一覧
北緯87度線は、本初子午線から東に向かって以下の場所を通っている。
| 地理座標                                          | 国土・領土・領海 | 備考 |
| ------------------------------------------------- | ---------------- | ---- |
| 北緯87度0分 東経0度0分 / 北緯87.000度 東経0.000度 | 北極海           |      |